# Маханджарская культура
Маханджарская культура — неолитическая археологическая культура, обнаруженная на территории Казахстана (Костанайская область) и российского Зауралья (Курганская область). Открыта в конце 70-х годов XX века В. Н. Логвиным. Возраст находок оценивается в 7-5 тыс. лет до н.э. Помимо каменных артефактов (со следами сверления и шлифования) обнаружена керамика. Предполагается, что представители культуры одевались в тканую одежду. Основу хозяйства составляла загонная охота (сайга, лошадь Пржевальского, кулан) и рыболовство. 